# Broccato

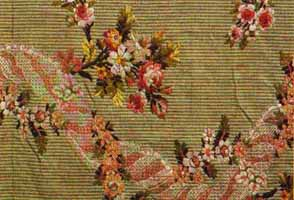
Broccato francese di seta

Il broccato è un tessuto operato con complessi disegni colorati ottenuti grazie a trame discontinue, che non attraversano quindi il tessuto in tutta la sua ampiezza, realizzato su telai appositamente predisposti.
A partire dal XIX secolo viene generalmente tessuto con un telaio Jacquard, precedentemente si impiegava il telaio a tiro. 
Nella tessitura industriale il termine è utilizzato anche per designare una stoffa operata con elementi in ordito e che quindi necessita di più orditi, uno per il fondo e altri per l'opera. 
Le trame supplementari si chiamano trame broccate e concorrono a costruire il disegno che si stacca dal fondo di un altro colore. I fili e le trame supplementari, sul rovescio possono essere fissati al fondo o rimanere liberi a formare delle briglie, e quindi non compaiono sul diritto, perché non occorrono per il disegno. 
Il materiale che lo costituisce tradizionalmente è la seta, di titolo finissimo con l'aggiunta di trame metalliche preziose in oro e argento. Ma la tecnica si applica anche ad ogni altro tipo di fibra.

## Storia
I tessuti broccati hanno origine molto antica e si trovano in ogni contesto storico e culturale. Tessuto prezioso sia per il materiale, la seta, sia per la complessità della lavorazione era esclusiva dei nobili, del clero e dei regnanti. Importanti centri di produzione del nobile tessuto, in Italia furono Venezia, Firenze, Genova e Milano.
Dal XIX secolo la sua produzione cominciò ad essere eseguita con telai Jaquard, cosa che abbassò di molto i tempi di esecuzione e quindi i costi. 
Oggi l'uso di questo tessuto è particolarmente diffuso nel campo dell'arredamento per cuscini, poltrone, tendaggi; nell'arredo sacro, per paramenti e addobbi, nella ricostruzione storica con capi d'abbigliamento per palii e sfilate.

## Tipi
- Il broccato matelassé è un tessuto doppio che, per i suoi rilievi, sembra imbottito.
- A dispetto del nome Il broccatello appartiene alla famiglia dei lampassi. Ha come caratteristica il fondo, costruito con ordito e trama in canapa o lino, quindi rigido, da cui si staccano i disegni, con un altro ordito e trame lanciate in seta, che risultano in rilievo.